# Campeonato Mundial de Ciclismo Urbano de 2022
El V Campeonato Mundial de Ciclismo Urbano se celebró en Abu Dabi (Emiratos Árabes Unidos) entre el 9 y el 13 de noviembre de 2022, bajo la organización de la Unión Ciclista Internacional (UCI) y la Unión Ciclista de Emiratos Árabes Unidos.
Se compitió en 2 disciplinas, las que otorgaron un total de 8 títulos de campeón mundial:
- Trials (TRI) – masculino 20″, masculino 26″, femenino 20″/26″ y equipo mixto
- BMX estilo libre – parque (masculino y femenino) y flatland (masculino y femenino)

## Calendario
| ● | Preliminares | F | Final |

| Fecha→ Categoría ↓ | Mi 09 | Ju 10 | Vi 11 | Sá 12 | Do 13 |
| ------------------ | ----- | ----- | ----- | ----- | ----- |
| Trials 20″ M       |       |       | ●     | F     |       |
| Trials 26″ M       |       |       | ●     | F     |       |
| Trials 20″/26″ F   |       | ●     |       | F     |       |
| Trials por equipos | F     |       |       |       |       |
| BMX parque         |       |       | ●     | ●     | F     |
| BMX flatland       | ●     | ●     | F     |       |       |

## Medallistas

### Masculino
| Evento                            | Oro                            | Plata                                  | Bronce                            |
| --------------------------------- | ------------------------------ | -------------------------------------- | --------------------------------- |
| Trials 20″ (12.11)                | Eloi Palau · España · 290 pts. | Alejandro Montalvo · España · 260 pts. | Borja Conejos · España · 260 pts. |
| Trials 26″ (12.11)                | Jack Carthy Reino Unido 260    | Daniel Barón · España · 260            | Oliver Widmann · Alemania · 220   |
| BMX estilo libre parque (13.11)   | Rim Nakamura Japón 93,80       | Justin Dowell Estados Unidos 91,50     | Anthony Jeanjean Francia 91,20    |
| BMX estilo libre flatland (11.11) | Moto Sasaki Japón 93,83        | Masato Ito Japón 90,50                 | Kio Hayakawa Japón 86,67          |

### Femenino
| Evento                            | Oro                                    | Plata                           | Bronce                                     |
| --------------------------------- | -------------------------------------- | ------------------------------- | ------------------------------------------ |
| Trials 20″/26″ (12.11)            | Nina Reichenbach · Alemania · 290 pts. | Vera Barón · España · 290 pts.  | Hilda Andersson · Suecia · 200 pts.        |
| BMX estilo libre parque (13.11)   | Hannah Roberts Estados Unidos 87,20    | Nikita Ducarroz · Suiza · 84,70 | Iveta Miculyčová · República Checa · 83,20 |
| BMX estilo libre flatland (11.11) | Aude Cassagne Francia 87,00            | Julia Preuß · Alemania · 74,50  | Kirara Nakagawa Japón 74,33                |

### Mixto
| Evento                     | Oro                                                                                          | Plata                                                                                        | Bronce                                                                                                  |
| -------------------------- | -------------------------------------------------------------------------------------------- | -------------------------------------------------------------------------------------------- | --- |
| Trials por equipos (09.11) | Nil Benítez · Daniel Cegarra · Daniel Barón · Borja Conejos · Vera Barón · España · 890 pts. | Vincent Hermance Robin Berchiatti Louis Grillon Pierre Chasseuil Nina Vabre Francia 840 pts. | Oliver Widmann · Dominik Oswald · Jan Welte · Lennart Höchster · Nina Reichenbach · Alemania · 800 pts. |

## Medallero
| Núm. | País            | Oro | Plata | Bronce | Total |
| ---- | --------------- | --- | ----- | ------ | ----- |
| 1    | España          | 2   | 3     | 1      | 6     |
| 2    | Japón           | 2   | 1     | 2      | 5     |
| 3    | Alemania        | 1   | 1     | 2      | 4     |
| 4    | Francia         | 1   | 1     | 1      | 3     |
| 5    | Estados Unidos  | 1   | 1     | 0      | 2     |
| 6    | Reino Unido     | 1   | 0     | 0      | 1     |
| 7    | Suiza           | 0   | 1     | 0      | 1     |
| 8    | República Checa | 0   | 0     | 1      | 1     |
| 8    | Suecia          | 0   | 0     | 1      | 1     |
|      | TOTAL           | 8   | 8     | 8      | 24    |